# 전병극
전병극(全炳極, 1963년 ~ )은 대한민국의 제13대 문화체육관광부 제1차관인 공무원이다.

## 학력
- 성균관대학교 행정학 학사
- 서울대학교 행정대학원

## 경력
- 1993년 제37회 행정고시 합격
- 2001.12∼2004.10 문화관광부 예술진흥과 사무관
- 2005.5~2007.5 문화관광부 정책홍보관리실 정책홍보팀장
- 2007.9~2008.2 문화관광부 문화산업본부 문화산업진흥단 문화기술인력팀 팀장
- 2008.3 문화체육관광부 콘텐츠기술인력과 과장
- 2008.8 한국예술종합학교 교무과 과장
- 2009.8~2011.2 미국 SVA(School of Visual Arts) 연수
- 2011.6~2012.5 문화체육관광부 체육국체육진흥과 과장
- 2012.5~2013.3 문화체육관광부 체육정책과 과장
- 2013.3~2015.1 대통령 국정기획수석비서관실 기획비서관실 행정관, 부이사관
- 2016.2 대한민국예술원 사무국 국장
- 2016.11~2018.10 문화체육관광부 체육협력관
- 2018.10~2019.7 문화체육관광부 행정관 겸 대변인
- 2019.7~2020.6 문화체육관광부 지역문화정책관
- 2020.6~2021.2 문화체육관광부 문화예술정책실 실장
- 2021.2~2022.5 그랜드코리아레저 혁신경영본부 본부장
- 2022.5~2024.7 문화체육관광부 제1차관
- 2022.5~2024.7: 유네스코한국위원회 부위원장 겸 집행위원회 부위원장
- 유네스코한국위원회 문화·정보커뮤니케이션분과위원회 위원

## 상훈
- 2019년 홍조근정훈장